# Élections municipales de 2003 en Côte-Nord
Les élections municipales québécoises de 2003 se déroulent le 2 novembre 2003. Elles permettent d'élire les maires et les conseillers de chacune des municipalités locales du Québec, ainsi que les préfets de quelques municipalités régionales de comté.

## Côte-Nord

### Baie-Johan-Beetz
| Poste/District                                                                   | Élu              | Type d'élection |
| -------------------------------------------------------------------------------- | ---------------- | --------------- |
| 1                                                                                | Yvon Tanguay     | Sans opposition |
| 3                                                                                |                  | Vacant          |
| 4                                                                                | Carmelle Tanguay | Sans opposition |
| Électeurs : À préciser. Votants : À préciser. Taux de participation: À préciser. |                  |                 |

### Baie-Trinité
| Poste/District                                            | Élu             | Type d'élection |
| --------------------------------------------------------- | --------------- | --------------- |
| 3                                                         | Mario Vallée    | Scrutin         |
| 5                                                         | Yolande Comeau  | Scrutin         |
| 6                                                         | Lorrain Boucher | Scrutin         |
| Électeurs : 530 Votants : 397 Taux de participation: 75 % |                 |                 |

### Fermont
| Poste/District                                              | Élu                 | Type d'élection |
| ----------------------------------------------------------- | ------------------- | --------------- |
| Maire                                                       | Lise Pelletier      | Scrutin         |
| 1                                                           | Diane Lévesque      | Sans opposition |
| 2                                                           | Jacques Vignola     | Sans opposition |
| 3                                                           | Cécile Therrien     | Sans opposition |
| 4                                                           | Michel Baron        | Scrutin         |
| 5                                                           | Christianne Leblanc | Sans opposition |
| 6                                                           | Martin St-Laurent   | Scrutin         |
| Électeurs : 1 896 Votants : 997 Taux de participation: 53 % |                     |                 |

### Forestville
| Poste/District                                                | Élu              | Type d'élection |
| ------------------------------------------------------------- | ---------------- | --------------- |
| Maire                                                         | Gaston Tremblay  | Scrutin         |
| 1                                                             | Denis D'Astous   | Sans opposition |
| 2                                                             | Steeve Gagnon    | Scrutin         |
| 3                                                             | Sophia St-Pierre | Sans opposition |
| 4                                                             | Martin Maltais   | Sans opposition |
| 5                                                             | Lily Imbeault    | Sans opposition |
| 6                                                             | Rachel St-Louis  | Sans opposition |
| Électeurs : 2 776 Votants : 1 092 Taux de participation: 39 % |                  |                 |

### Franquelin
| Poste/District                                                                   | Élu                   | Type d'élection |
| -------------------------------------------------------------------------------- | --------------------- | --------------- |
| 2                                                                                | Maurice Lebouthillier | Sans opposition |
| 3                                                                                | Steven Harrisson      | Sans opposition |
| 5                                                                                | Magella Cyr           | Sans opposition |
| Électeurs : À préciser. Votants : À préciser. Taux de participation: À préciser. |                       |                 |

### Les Bergeronnes
| Poste/District                                            | Élu                | Type d'élection |
| --------------------------------------------------------- | ------------------ | --------------- |
| Maire                                                     | Francis Bouchard   | Sans opposition |
| 1                                                         | Julien Dufour      | Scrutin         |
| 2                                                         | Dominique Imbeault | Sans opposition |
| 3                                                         | Luc Gilbert        | Sans opposition |
| 4                                                         | Martial Hovington  | Sans opposition |
| 5                                                         | Jacques Gagné      | Sans opposition |
| 6                                                         | Bernard Lefebvre   | Sans opposition |
| Électeurs : 617 Votants : 271 Taux de participation: 44 % |                    |                 |

### Les Escoumins
| Poste/District                                                | Élu                 | Type d'élection |
| ------------------------------------------------------------- | ------------------- | --------------- |
| Maire                                                         | Pierre Laurencelle  | Scrutin         |
| 1                                                             | Léo Roussel         | Scrutin         |
| 3                                                             | Pierre Brisson      | Scrutin         |
| 4                                                             | André Desrosiers    | Scrutin         |
| 5                                                             | France Dubé         | Scrutin         |
| 6                                                             | Marjolaine Tremblay | Scrutin         |
| Électeurs : 1 692 Votants : 1 056 Taux de participation: 62 % |                     |                 |

### Port-Cartier
| Poste/District                                                | Élu                    | Type d'élection |
| ------------------------------------------------------------- | ---------------------- | --------------- |
| Maire                                                         | Antony Detroio         | Scrutin         |
| 1                                                             | Roger Chenard          | Scrutin         |
| 2                                                             | Jean-René Ross         | Scrutin         |
| 3                                                             | Gilles Fournier        | Scrutin         |
| 4                                                             | Yvon St-Gelais         | Scrutin         |
| 5                                                             | Laurence Méthot-Losier | Scrutin         |
| 6                                                             | Jean-Marc Bacon        | Scrutin         |
| Électeurs : 5 115 Votants : 2 385 Taux de participation: 47 % |                        |                 |

### Sainte-Anne-de-Portneuf
| Poste/District                                                                   | Élu            | Type d'élection |
| -------------------------------------------------------------------------------- | -------------- | --------------- |
| 1                                                                                | Claire Kennedy | Sans opposition |
| 2                                                                                | Alain Manning  | Sans opposition |
| 3                                                                                | Gino Jean      | Sans opposition |
| Électeurs : À préciser. Votants : À préciser. Taux de participation: À préciser. |                |                 |

- 31 janvier 2004 : La municipalité de Sainte-Anne-de-Portneuf devient la municipalité de Portneuf-sur-Mer.

### Tadoussac
| Poste/District                                                                   | Élu            | Type d'élection |
| -------------------------------------------------------------------------------- | -------------- | --------------- |
| 1                                                                                | Eric Gagné     | Sans opposition |
| 2                                                                                | Charles Breton | Sans opposition |
| 4                                                                                | Gilbert Perron | Sans opposition |
| 6                                                                                | Dany Tremblay  | Sans opposition |
| Électeurs : À préciser. Votants : À préciser. Taux de participation: À préciser. |                |                 |